# Mîleanovîci, Turiisk
Mîleanovîci (în ucraineană Миляновичі) este localitatea de reședință a comunei Mîleanovîci din raionul Turiisk, regiunea Volînia, Ucraina.

## Demografie
Componența lingvistică a localității Mîleanovîci
     Ucraineană (99,67%)
     Alte limbi (0,33%)
Conform recensământului din 2001, majoritatea populației localității Mîleanovîci era vorbitoare de ucraineană (99,67%), existând în minoritate și vorbitori de alte limbi.